# Mildred Okwo
Mildred Okwo es una directora y productora de cine nigeriana. Fue nominada al premio al Mejor Director en la cuarta edición de los Premios de la Academia de Cine Africano. En 2012 dirigió la película romántica que mezcla  comedia y drama The Meeting, que ganó varios premios, entre ellos: Nigeria Entertainment Awards, Premios de la Academia de Cine Africano y Nollywood Movies Awards. 

## Vida personal
Mildred estudió Artes Teatrales en la Universidad de Benín. También se formó como abogada en los Estados Unidos.

## Comité de Premios de la Academia
Mildred junto con otros once personas de Nollywood fundaron el Comité de Selección de Oscars de Nigeria (NOSC) y fueron aprobados por la Academia de Artes y Ciencias Cinematográficas (AMPAS) para proyectar películas nigerianas que se presentarán para la categoría de Mejor Película en Lengua Extranjera en los Premios de la Academia.

## Filmografía
- 30 Days (2006)
- The Meeting (2012)
- Suru L'ere (2016)
- La Femme Anjola (2021)